# Вознесенская (Коми)
Вознесенская  — деревня в Сысольском районе Республики Коми в составе сельского поселения Палауз.

## География
Расположена на расстоянии менее 1 км от центра поселения села Палауз на северо-запад.

## Население
Постоянное население составляло 16 человек (коми 82 %) в 2002 году, 9 в 2010.